# Sjulstjärnen (Arvidsjaurs socken, Lappland)
Sjulstjärnen är en sjö i Arvidsjaurs kommun i Lappland och ingår i Åbyälvens huvudavrinningsområde. Sjön har en area på 0,0638 kvadratkilometer och ligger 351,4 meter över havet.

## Delavrinningsområde
Sjulstjärnen ingår i det delavrinningsområde (728893-167924) som SMHI kallar för Utloppet av Vuotnersjön. Medelhöjden är 368 meter över havet och ytan är 26,91 kvadratkilometer. Räknas de 15 avrinningsområdena uppströms in blir den ackumulerade arean 270,02 kvadratkilometer. Avrinningsområdets utflöde Åbyälven mynnar i havet. Avrinningsområdet består mestadels av skog (37 procent) och sankmarker (29 procent). Avrinningsområdet har 6,62 kvadratkilometer vattenytor vilket ger det en sjöprocent på 24,6 procent.